# Mittikellur, Lingsugur
Mittikellur là một làng thuộc tehsil Lingsugur, huyện Raichur, bang Karnataka, Ấn Độ.